# Bí thư Thành ủy Hà Nội
Bí thư Thành ủy Hà Nội là chức vụ đứng đầu Thành ủy Hà Nội. Đây là một trong những chức vụ quan trọng nhất trong hệ thống chính trị tại Việt Nam, vì vậy Bí thư Thành ủy thành phố Hà Nội theo thông lệ cũng nắm giữ chức Ủy viên Bộ Chính trị Ban Chấp hành Trung ương Đảng Cộng sản Việt Nam. 
Chức vụ Bí thư Thành ủy Hà Nội được Bộ Chính trị chỉ định, Phó Bí thư Thành ủy được Ban Chấp hành Đảng bộ thành phố bầu ra trong số các Ủy viên Ban Thường vụ Thành ủy. Quyền hạn và trách nhiệm của Bí thư Thành ủy theo quy định của Điều lệ Đảng Cộng sản Việt Nam.

## Danh sách Bí thư Thành ủy Hà Nội
Danh sách không bao gồm Bí thư tỉnh ủy Hà Tây, Hà Đông, Sơn Tây trước khi sáp nhập vào thành phố Hà Nội

### Giai đoạn 1930-1945
| STT | Tên                               | Nhiệm kỳ                              | Chức vụ                                       | Ghi chú                                                                                             |
| --- | --------------------------------- | ------------------------------------- | --------------------------------------------- | --------------------------------------------------------------------------------------------------- |
| 1   | Đỗ Ngọc Du                        | 17/3/1930-6/1930                      | Bí thư Ban chấp hành lâm thời Thành ủy Hà Nội | tháng 4/1930 công tác Thượng Hải                                                                    |
| 2   | Nguyễn Ngọc Vũ                    | 6/1930-14/12/1930                     | Bí thư Thành ủy Hà Nội                        | tháng 12/1930 bị thực dân Pháp bắt                                                                  |
| 3   | Phạm Văn Phong                    | 1/1931-4/1931                         | Bí thư Thành ủy Hà Nội                        | |
| 4   | Trần Quang Tặng                   | 1931-1935                             | Bí thư Thành ủy lâm thời                      | Xứ ủy viên Xứ uỷ Bắc Kỳ kiêm nhiệm                                                                  |
| 5   | Lương Khánh Thiện                 | 1937-1938                             | Bí thư Thành ủy Hà Nội                        | cuối năm 1938 được cử làm Bí thư Xứ ủy                                                              |
| 6   | Đinh Xuân Nhạ (tức Trần Quý Kiên) | Thành Ủy Hà Nội kiện toàn 1938-9/1939 | Bí thư Thành ủy Hà Nội                        | Thường vụ xứ ủy Bắc Kỳ. 9/1939 đi xây dựng căn cứ bí mật của đảng ở chiến khu D, Phù Ninh, Phú Thọ. |
| 7   | Nguyễn Văn Ngọc (Nguyễn Văn Ngọc) | 3/1940                                | Bí thư Thành ủy Hà Nội                        | Bị thực dân Pháp bắt 3/1940- Trong nhà tù Hỏa Lò còn lưu hình ảnh                                   |
| 8   | Nguyễn Văn Bi                     | 3/1940-9/1940                         | Bí thư Thành ủy Hà Nội                        | Bị thực dân Pháp bắt                                                                                |
| 9   | Lưu Đức Hiếu (Lưu Quyên           | 9/1940-10/1940                        | Bí thư Thành ủy Hà Nội                        | Bị thực dân Pháp bắt năm 1941- Trong nhà tù Hỏa Lò còn lưu hình ảnh                                 |
| 10  | Lưu Đức Hiển                      | 10/1940-1/1941                        | Bí thư Thành ủy Hà Nội                        | Bị thực dân Pháp bắt                                                                                |
| 11  | Phan Trọng Tuệ                    | 1/1941-5/1941                         | Bí thư Thành ủy Hà Nội                        | Bí thư Xứ uỷ lập liên tỉnh A kiêm nhiệm                                                             |
| 12  | Vũ Biểu                           | 5/1941-8/1941                         | Bí thư Ban cán sự Đảng Hà Nội                 | Bị thực dân Pháp bắt                                                                                |
| 13  | Đào Duy Dếnh                      | 8/1941-4/1942                         | Bí thư Ban cán sự Đảng Hà Nội                 | Bị thực dân Pháp bắt                                                                                |
| 14  | Phan Bá Quát                      | 6/1942-11/1942                        | Bí thư Ban Thành uỷ lâm thời                  | Bị thực dân Pháp bắt                                                                                |
| 15  | Bạch Thành Phong??                | 11/1942-1/1943                        | Bí thư Thành uỷ lâm thời?                     | Bị thực dân Pháp bắt                                                                                |
| 16  | Nguyễn Thọ Chân                   | 1/1943-4/1943                         | Bí thư Thành ủy Hà Nội                        | Bí thư Tỉnh ủy Hà Đông kiêm nhiệm                                                                   |
| 17  | Trung tướng Lê Quang Đạo          | 4/1943-2/1945                         | Bí thư Ban cán sự Đảng Hà Nội                 | Luân chuyển công tác                                                                                |
| 18  | Nguyễn Khang                      | 2/1945-3/1945                         | phụ trách Thành ủy                            | Xứ ủy viên kiêm nhiệm                                                                               |
| 19  | Đại tướng Nguyễn Quyết            | 3/1945-8/1945                         | Bí thư Thành ủy Hà Nội                        | |
| 18  | Nguyễn Huy Khôi                   | 8/1945-10/1945                        | Bí thư Thành ủy Hà Nội                        | |
| 18  | Nguyễn Huy Khôi                   | 12/1945-4/1946                        | Bí thư Thành ủy Hà Nội                        | |
| 21  | Hoàng Tùng                        | 10/1945-12/1945                       | Bí thư Thành ủy Hà Nội                        | |

### Giai đoạn 1946-1954
| STT | Lần thứ | Tên                      | Nhiệm kỳ       | Chức vụ | Ghi chú                                 |
| --- | ------- | ------------------------ | -------------- | --- | --------------------------------------- |
| 1   | 1       | Trung tướng Lê Quang Đạo | 4/1946-11/1946 | Bí thư Thành ủy Hà Nội |                                         |
| 2   | 1       | Nguyễn Văn Trân          | 11/1946-7/1947 | Bí thư Khu ủy Khu XI |                                         |
| 3   | 1       | Đào Văn An               | 9/1947-11/1947 | Bí thư Thành ủy Hà Nội |                                         |
| 4   | 2       | Trung tướng Lê Quang Đạo | 11/1947-2/1949 | Bí thư Thành ủy Hà Nội (11/1947-5/1948) Bí thư liên tỉnh Lưỡng Hà (5/1948-10/1948) Bí thư Thành ủy Hà Nội (10/1948-2/1949) | Đảm nhiệm công tác khác                 |
| 5   | 1       | Ngô Ngọc Du              | 2/1949-4/1949  | Bí thư Thành ủy Hà Nội |                                         |
| 6   | 1       | Trần Quốc Hoàn           | 4/1949-4/1951  | Bí thư Đặc khu ủy Hà Nội                                                                                                   | Ủy viên Trung ương Đảng từ tháng 2/1951 |
| 7   | 2       | Trần Quốc Hoàn           | 4/1951-8/1952  | Ủy viên Trung ương Đảng Bí thư Thành ủy Hà Nội                                                                             |                                         |
| 8   | 1       | Lê Thanh Nghị            | 8/1952-8/1954  | Ủy viên Trung ương Đảng Bí thư Thành ủy Hà Nội                                                                             | Bí thư Liên khu III kiêm nhiệm          |
| 9   | 3       | Trần Quốc Hoàn           | 8/1954-11/1954 | Ủy viên Trung ương Đảng Bí thư Đảng uỷ tiếp quản                                                                           | Chuyển công tác khác                    |

### Giai đoạn 1955-nay
| STT | Đại hội Đảng bộ | Tên               | Nhiệm kỳ        | Chức vụ                                                                   | Phó Bí thư                                                                              | Ghi chú                                                                                     | Ghi chú |
| --- | --------------- | ----------------- | --------------- | ------------------------------------------------------------------------- | --------------------------------------------------------------------------------------- | ------------------------------------------------------------------------------------------- | --- |
| 1   | -               | Trần Danh Tuyên   | 1955-1959       | Bí thư Thành ủy Hà Nội Phó Chủ tịch Ủy ban Hành chính Thành phố (từ 1958) | -                                                                                       |                                                                                             | |
| 1   | I               | Trần Danh Tuyên   | 1959-1961       | Bí thư Thành ủy Hà Nội Phó Chủ tịch Ủy ban Hành chính Thành phố (từ 1958) | Trần Vỹ                                                                                 |                                                                                             | |
| 1   | I               | Trần Danh Tuyên   | 1959-1961       | Bí thư Thành ủy Hà Nội Phó Chủ tịch Ủy ban Hành chính Thành phố (từ 1958) | Nguyễn Thọ Chân                                                                         |                                                                                             | |
| 2   | II              | Hoàng Văn Hoan    | 1/1961-6/1961   | Ủy viên Bộ Chính trị Bí thư Thành ủy Hà Nội                               | Nguyễn Thọ Chân Trần Minh Việt Trần Anh Liên                                            | Chuyển công tác                                                                             | Bị kết án tử hình vắng mặt năm 1979 vì phản bội Tổ quốc                                                                                             |
| 3   | II              | Nguyễn Lam        | 6/1961-7/1963   | Ủy viên Trung ương Đảng Bí thư Thành ủy Hà Nội                            | Nguyễn Thọ Chân Trần Minh Việt Trần Anh Liên                                            |                                                                                             | |
| 3   | III             | Nguyễn Lam        | 7/1963-7/1965   | Ủy viên Trung ương Đảng Bí thư Thành ủy Hà Nội                            | Nguyễn Tuân Trần Vỹ Trần Sâm                                                            |                                                                                             | |
| 4   | III             | Nguyễn Văn Trân   | 8/1965-4/1968   | Ủy viên Trung ương Đảng Bí thư Thành ủy Hà Nội                            | Nguyễn Tuân Trần Vỹ Trần Sâm                                                            |                                                                                             | |
| 4   | IV              | Nguyễn Văn Trân   | 4/1968-4/1971   | Ủy viên Trung ương Đảng Bí thư Thành ủy Hà Nội                            | Trần Vỹ                                                                                 |                                                                                             | |
| 4   | IV              | Nguyễn Văn Trân   | 4/1968-4/1971   | Ủy viên Trung ương Đảng Bí thư Thành ủy Hà Nội                            | Trần Sâm                                                                                |                                                                                             | |
| 4   | V               | Nguyễn Văn Trân   | 4/1971-4/1974   | Ủy viên Trung ương Đảng Bí thư Thành ủy Hà Nội                            | Trần Vỹ                                                                                 |                                                                                             | |
| 4   | V               | Nguyễn Văn Trân   | 4/1971-4/1974   | Ủy viên Trung ương Đảng Bí thư Thành ủy Hà Nội                            | Trần Sâm                                                                                |                                                                                             | |
| 3   | VI              | Nguyễn Lam        | 4/1974-7/1977   | Ủy viên Trung ương Đảng Bí thư Thành ủy Hà Nội                            | Trần Vỹ                                                                                 | Nguyễn Lam Ủy viên Bộ Chính trị từ năm 1976                                                 | |
| 3   | VI              | Nguyễn Lam        | 4/1974-7/1977   | Ủy viên Trung ương Đảng Bí thư Thành ủy Hà Nội                            | Trần Sâm                                                                                |                                                                                             | |
| 5   | VII             | Lê Văn Lương      | 7/1977-2/1980   | Ủy viên Bộ Chính trị Bí thư Thành ủy Hà Nội                               | Trần Vỹ Chủ tịch Ủy ban nhân dân Thành phố                                              |                                                                                             | |
| 5   | VII             | Lê Văn Lương      | 7/1977-2/1980   | Ủy viên Bộ Chính trị Bí thư Thành ủy Hà Nội                               | Trần Sâm                                                                                |                                                                                             | |
| 5   | VII             | Lê Văn Lương      | 7/1977-2/1980   | Ủy viên Bộ Chính trị Bí thư Thành ủy Hà Nội                               | Nguyễn Đông                                                                             |                                                                                             | |
| 5   | VIII            | Lê Văn Lương      | 2/1980-6/1983   | Ủy viên Bộ Chính trị Bí thư Thành ủy Hà Nội                               | Lê Quang Đạo                                                                            | Lê Văn Lương là Ủy viên Bộ Chính trị đến năm 1982                                           | |
| 5   | VIII            | Lê Văn Lương      | 2/1980-6/1983   | Ủy viên Bộ Chính trị Bí thư Thành ủy Hà Nội                               | Trần Vỹ Chủ tịch Ủy ban nhân dân Thành phố                                              |                                                                                             | |
| 5   | IX              | Lê Văn Lương      | 6/1983-10/1986  | Ủy viên Trung ương Đảng Bí thư Thành ủy Hà Nội                            | Trần Vỹ Chủ tịch Ủy ban nhân dân Thành phố                                              |                                                                                             | |
| 5   | IX              | Lê Văn Lương      | 6/1983-10/1986  | Ủy viên Trung ương Đảng Bí thư Thành ủy Hà Nội                            | Trần Tấn                                                                                |                                                                                             | |
| 6   | X               | Nguyễn Thanh Bình | 10/1986-10/1988 | Ủy viên Bộ Chính trị Bí thư Thành ủy Hà Nội                               | Trần Tấn Chủ tịch Ủy ban nhân dân Thành phố (từ thang 1/1987)                           | từ tháng 10/1988 Nguyễn Thanh Bình làm Thường trực Ban Bí thư                               | |
| 6   | X               | Nguyễn Thanh Bình | 10/1986-10/1988 | Ủy viên Bộ Chính trị Bí thư Thành ủy Hà Nội                               | Trần Hoàn                                                                               | tháng 3/1987 điều động lên Trung ương                                                       | |
| 6   | X               | Nguyễn Thanh Bình | 10/1986-10/1988 | Ủy viên Bộ Chính trị Bí thư Thành ủy Hà Nội                               | Nguyễn Công Tạn                                                                         | tháng 3/1987 điều động lên Trung ương                                                       | |
| 6   | X               | Nguyễn Thanh Bình | 10/1986-10/1988 | Ủy viên Bộ Chính trị Bí thư Thành ủy Hà Nội                               | Trần Lưu Vị                                                                             | Ban Bí thư điều động về                                                                     | |
| 6   | X               | Nguyễn Thanh Bình | 10/1986-10/1988 | Ủy viên Bộ Chính trị Bí thư Thành ủy Hà Nội                               | Nguyễn Minh Đạt                                                                         | Ban Bí thư điều động về                                                                     | |
| 6   | X               | Nguyễn Thanh Bình | 10/1986-10/1988 | Ủy viên Bộ Chính trị Bí thư Thành ủy Hà Nội                               | Lê Đình Hiền                                                                            | Ban Bí thư đề bạt từ Ủy viên Thường vụ                                                      | |
| 7   | X               | Phạm Thế Duyệt    | 10/1988-4/1991  | Ủy viên Trung ương Đảng Bí thư Ban Bí thư Bí thư Thành ủy Hà Nội          | Trần Tấn                                                                                |                                                                                             | |
| 7   | X               | Phạm Thế Duyệt    | 10/1988-4/1991  | Ủy viên Trung ương Đảng Bí thư Ban Bí thư Bí thư Thành ủy Hà Nội          | Trần Lưu Vị                                                                             |                                                                                             | |
| 7   | X               | Phạm Thế Duyệt    | 10/1988-4/1991  | Ủy viên Trung ương Đảng Bí thư Ban Bí thư Bí thư Thành ủy Hà Nội          | Nguyễn Minh Đạt                                                                         |                                                                                             | |
| 7   | X               | Phạm Thế Duyệt    | 10/1988-4/1991  | Ủy viên Trung ương Đảng Bí thư Ban Bí thư Bí thư Thành ủy Hà Nội          | Lê Đình Hiền                                                                            |                                                                                             | |
| 7   | XI              | Phạm Thế Duyệt    | 4/1991-5/1996   | Ủy viên Bộ Chính trị Bí thư Thành ủy Hà Nội                               | Lê Xuân Tùng Ủy viên Trung ương Đảng                                                    |                                                                                             | |
| 7   | XI              | Phạm Thế Duyệt    | 4/1991-5/1996   | Ủy viên Bộ Chính trị Bí thư Thành ủy Hà Nội                               | Phạm Lợi                                                                                |                                                                                             | |
| 8   | XII             | Lê Xuân Tùng      | 5/1996-1/2000   | Ủy viên Bộ Chính trị Bí thư Thành ủy Hà Nội                               | Trần Văn Tuấn                                                                           | tháng 2/2001 chuyển công tác khác                                                           | |
| 8   | XII             | Lê Xuân Tùng      | 5/1996-1/2000   | Ủy viên Bộ Chính trị Bí thư Thành ủy Hà Nội                               | Hoàng Văn Nghiên Chủ tịch Ủy ban nhân dân Thành phố (từ 1994-2004)                      |                                                                                             | |
| 8   | XII             | Lê Xuân Tùng      | 5/1996-1/2000   | Ủy viên Bộ Chính trị Bí thư Thành ủy Hà Nội                               | Nguyễn Phú Trọng                                                                        |                                                                                             | |
| 8   | XII             | Lê Xuân Tùng      | 5/1996-1/2000   | Ủy viên Bộ Chính trị Bí thư Thành ủy Hà Nội                               | Phạm Lợi (1/2000 – 12/2005)                                                             |                                                                                             | |
| 9   | XIII            | Nguyễn Phú Trọng  | 12/2005-6/2006  | Ủy viên Bộ Chính trị Bí thư Thành ủy Hà Nội                               | Phùng Hữu Phú                                                                           |                                                                                             | Chủ tịch Quốc hội nước CHXHCN Việt Nam (2006-2011) Tổng Bí thư BCHTW Đảng Cộng sản Việt Nam (từ năm 2011) Chủ tịch nước CHXHCN Việt Nam (2018-2021) |
| 9   | XIII            | Nguyễn Phú Trọng  | 12/2005-6/2006  | Ủy viên Bộ Chính trị Bí thư Thành ủy Hà Nội                               | Bác sĩ Nguyễn Quốc Triệu Chủ tịch Ủy ban nhân dân Thành phố (từ 5/2004-8/2007)          |                                                                                             | Chủ tịch Quốc hội nước CHXHCN Việt Nam (2006-2011) Tổng Bí thư BCHTW Đảng Cộng sản Việt Nam (từ năm 2011) Chủ tịch nước CHXHCN Việt Nam (2018-2021) |
| 9   | XIII            | Nguyễn Phú Trọng  | 12/2005-6/2006  | Ủy viên Bộ Chính trị Bí thư Thành ủy Hà Nội                               | Ngô Thị Doãn Thanh                                                                      |                                                                                             | Chủ tịch Quốc hội nước CHXHCN Việt Nam (2006-2011) Tổng Bí thư BCHTW Đảng Cộng sản Việt Nam (từ năm 2011) Chủ tịch nước CHXHCN Việt Nam (2018-2021) |
| 10  | XIII            | Phạm Quang Nghị   | 6/2006-10/2010  | Ủy viên Bộ Chính trị Bí thư Thành ủy Hà Nội                               | Ngô Thị Doãn Thanh                                                                      |                                                                                             | |
| 10  | XIII            | Phạm Quang Nghị   | 6/2006-10/2010  | Ủy viên Bộ Chính trị Bí thư Thành ủy Hà Nội                               | Phùng Hữu Phú                                                                           | Chuyển công tác tháng 9/2006                                                                | |
| 10  | XIII            | Phạm Quang Nghị   | 6/2006-10/2010  | Ủy viên Bộ Chính trị Bí thư Thành ủy Hà Nội                               | Nguyễn Quốc Triệu Chủ tịch Ủy ban nhân dân Thành phố (từ 5/2004-8/2007)                 | Từ tháng 8/2007 là Bộ trưởng Bộ Y tế                                                        | |
| 10  | XIII            | Phạm Quang Nghị   | 6/2006-10/2010  | Ủy viên Bộ Chính trị Bí thư Thành ủy Hà Nội                               | Bùi Duy Nhâm                                                                            | Bổ sung tháng 7/2008                                                                        | |
| 10  | XIII            | Phạm Quang Nghị   | 6/2006-10/2010  | Ủy viên Bộ Chính trị Bí thư Thành ủy Hà Nội                               | Nguyễn Thế Thảo Chủ tịch Ủy ban nhân dân Thành phố (từ 8/2007-nay)                      | Bổ sung tháng 7/2008                                                                        | |
| 10  | XIII            | Phạm Quang Nghị   | 6/2006-10/2010  | Ủy viên Bộ Chính trị Bí thư Thành ủy Hà Nội                               | Nguyễn Công Soái                                                                        | Bổ sung tháng 7/2008                                                                        | |
| 10  | XIII            | Phạm Quang Nghị   | 6/2006-10/2010  | Ủy viên Bộ Chính trị Bí thư Thành ủy Hà Nội                               | Tưởng Phi Chiến                                                                         | Bổ sung tháng 7/2008                                                                        | |
| 10  | XV              | Phạm Quang Nghị   | 10/2010-10/2015 | Ủy viên Bộ Chính trị Bí thư Thành ủy Hà Nội                               | Nguyễn Thế Thảo Chủ tịch Ủy ban nhân dân Thành phố (từ 8/2007-12/2015)                  |                                                                                             | |
| 10  | XV              | Phạm Quang Nghị   | 10/2010-10/2015 | Ủy viên Bộ Chính trị Bí thư Thành ủy Hà Nội                               | Nguyễn Công Soái                                                                        | Nghỉ hưu từ ngày 1/3/2015                                                                   | |
| 10  | XV              | Phạm Quang Nghị   | 10/2010-10/2015 | Ủy viên Bộ Chính trị Bí thư Thành ủy Hà Nội                               | Tưởng Phi Chiến                                                                         | Nghỉ hưu từ ngày 1/3/2015                                                                   | |
| 10  | XV              | Phạm Quang Nghị   | 10/2010-10/2015 | Ủy viên Bộ Chính trị Bí thư Thành ủy Hà Nội                               | Ngô Thị Doãn Thanh                                                                      | Từ 11/3/2015 là Phó trưởng Ban Dân vận Trung ương                                           | |
| 10  | XV              | Phạm Quang Nghị   | 10/2010-10/2015 | Ủy viên Bộ Chính trị Bí thư Thành ủy Hà Nội                               | Nguyễn Thị Bích Ngọc                                                                    | Phó Bí thư Thành ủy từ ngày 15/1/2015 Chủ tịch Hội đồng nhân dân Thành phố từ ngày 6/4/2015 | |
| 10  | XV              | Phạm Quang Nghị   | 10/2010-10/2015 | Ủy viên Bộ Chính trị Bí thư Thành ủy Hà Nội                               | Ngô Thị Thanh Hằng                                                                      | Phó Bí thư Thành ủy từ ngày 15/1/2015 Phó Bí thư Thường trực từ ngày 1/3/2015               | |
| 10  | XVI             | Phạm Quang Nghị   | 10/2015-2/2016  | Ủy viên Bộ Chính trị Bí thư Thành ủy Hà Nội                               | Thiếu tướng Nguyễn Đức Chung Chủ tịch Ủy ban nhân dân Thành phố                         | Nguyên Giám đốc CATP Hà Nội                                                                 | Bị khởi tố, bắt tạm giam năm 2020 về hành vi "Chiếm đoạt tài liệu bí mật Nhà nước"                                                                  |
| 10  | XVI             | Phạm Quang Nghị   | 10/2015-2/2016  | Ủy viên Bộ Chính trị Bí thư Thành ủy Hà Nội                               | Ngô Thị Thanh Hằng Phó Bí thư Thường trực Thành ủy                                      |                                                                                             | |
| 10  | XVI             | Phạm Quang Nghị   | 10/2015-2/2016  | Ủy viên Bộ Chính trị Bí thư Thành ủy Hà Nội                               | Nguyễn Thị Bích Ngọc Chủ tịch Hội đồng nhân dân Thành phố                               |                                                                                             | |
| 10  | XVI             | Phạm Quang Nghị   | 10/2015-2/2016  | Ủy viên Bộ Chính trị Bí thư Thành ủy Hà Nội                               | Đào Đức Toàn                                                                            |                                                                                             | |
| 11  | XVI             | Hoàng Trung Hải   | 2/2016-02/2020  | Ủy viên Bộ Chính trị Bí thư Thành ủy Hà Nội                               | Thiếu tướng Nguyễn Đức Chung Ủy viên Trung ương Đảng Chủ tịch Ủy ban nhân dân Thành phố | Nguyên Giám đốc CATP Hà Nội                                                                 | Bị khởi tố, bắt tạm giam năm 2020 về hành vi "Chiếm đoạt tài liệu bí mật Nhà nước"                                                                  |
| 11  | XVI             | Hoàng Trung Hải   | 2/2016-02/2020  | Ủy viên Bộ Chính trị Bí thư Thành ủy Hà Nội                               | Ngô Thị Thanh Hằng Ủy viên Trung ương Đảng Phó Bí thư Thường trực Thành ủy              |                                                                                             | |
| 11  | XVI             | Hoàng Trung Hải   | 2/2016-02/2020  | Ủy viên Bộ Chính trị Bí thư Thành ủy Hà Nội                               | Nguyễn Thị Bích Ngọc Chủ tịch Hội đồng nhân dân Thành phố                               |                                                                                             | |
| 11  | XVI             | Hoàng Trung Hải   | 2/2016-02/2020  | Ủy viên Bộ Chính trị Bí thư Thành ủy Hà Nội                               | Đào Đức Toàn                                                                            |                                                                                             | |
| 12  | XVI             | Vương Đình Huệ    | 2/2020-10/2020  | Ủy viên Bộ Chính trị Bí thư Thành ủy Hà Nội                               | Thiếu tướng Nguyễn Đức Chung Ủy viên Trung ương Đảng Chủ tịch Ủy ban nhân dân Thành phố | Đến tháng 9/2020                                                                            | Bị khởi tố, bắt tạm giam năm 2020 về hành vi "Chiếm đoạt tài liệu bí mật Nhà nước"                                                                  |
| 12  | XVI             | Vương Đình Huệ    | 2/2020-10/2020  | Ủy viên Bộ Chính trị Bí thư Thành ủy Hà Nội                               | Chu Ngọc Anh Ủy viên Trung ương Đảng Chủ tịch Ủy ban nhân dân Thành phố                 | Từ tháng 9/2020                                                                             | |
| 12  | XVI             | Vương Đình Huệ    | 2/2020-10/2020  | Ủy viên Bộ Chính trị Bí thư Thành ủy Hà Nội                               | Ngô Thị Thanh Hằng Ủy viên Trung ương Đảng Phó Bí thư Thường trực Thành ủy              |                                                                                             | |
| 12  | XVI             | Vương Đình Huệ    | 2/2020-10/2020  | Ủy viên Bộ Chính trị Bí thư Thành ủy Hà Nội                               | Nguyễn Thị Bích Ngọc Chủ tịch Hội đồng nhân dân Thành phố                               |                                                                                             | |
| 12  | XVI             | Vương Đình Huệ    | 2/2020-10/2020  | Ủy viên Bộ Chính trị Bí thư Thành ủy Hà Nội                               | Đào Đức Toàn                                                                            |                                                                                             | |
| 13  | XVII            | Vương Đình Huệ    | 10/2020-04/2021 | Ủy viên Bộ Chính trị Bí thư Thành ủy Hà Nội                               | Chu Ngọc Anh Ủy viên Trung ương Đảng Chủ tịch Ủy ban nhân dân Thành phố                 | Chủ tịch Quốc hội nước CHXHCN Việt Nam                                                      | Ông Chu Ngọc Anh bị khai trừ ra khỏi Đảng và bị khởi tố, bắt tạm giam do liên quan tới vụ Việt Á                                                    |
| 13  | XVII            | Vương Đình Huệ    | 10/2020-04/2021 | Ủy viên Bộ Chính trị Bí thư Thành ủy Hà Nội                               | Nguyễn Văn Phong                                                                        |                                                                                             | |
| 13  | XVII            | Vương Đình Huệ    | 10/2020-04/2021 | Ủy viên Bộ Chính trị Bí thư Thành ủy Hà Nội                               | Nguyễn Thị Tuyến                                                                        |                                                                                             | |
| 13  | XVII            | Vương Đình Huệ    | 10/2020-04/2021 | Ủy viên Bộ Chính trị Bí thư Thành ủy Hà Nội                               | Nguyễn Ngọc Tuấn                                                                        |                                                                                             | |
| 14  | XVII            | Đinh Tiến Dũng    | 04/2021-06/2024 | Ủy viên Bộ Chính trị Bí thư Thành ủy Hà Nội                               | Trần Sỹ Thanh Ủy viên Trung ương Đảng Chủ tịch Ủy ban nhân dân Thành phố                |                                                                                             | |
| 14  | XVII            | Đinh Tiến Dũng    | 04/2021-06/2024 | Ủy viên Bộ Chính trị Bí thư Thành ủy Hà Nội                               | Nguyễn Văn Phong                                                                        |                                                                                             | |
| 14  | XVII            | Đinh Tiến Dũng    | 04/2021-06/2024 | Ủy viên Bộ Chính trị Bí thư Thành ủy Hà Nội                               | Nguyễn Thị Tuyến Ủy viên Trung ương Đảng Phó Bí thư Thường trực Thành ủy                |                                                                                             | |
| 14  | XVII            | Đinh Tiến Dũng    | 04/2021-06/2024 | Ủy viên Bộ Chính trị Bí thư Thành ủy Hà Nội                               | Nguyễn Ngọc Tuấn Chủ tịch Hội đồng nhân dân Thành phố                                   |                                                                                             | |
| 15  | XVII            | Bùi Thị Minh Hoài | 07/2024-nay     | Ủy viên Bộ Chính trị Bí thư Thành ủy Hà Nội                               | Trần Sỹ Thanh Ủy viên Trung ương Đảng Chủ tịch Ủy ban nhân dân Thành phố                |                                                                                             | |
| 15  | XVII            | Bùi Thị Minh Hoài | 07/2024-nay     | Ủy viên Bộ Chính trị Bí thư Thành ủy Hà Nội                               | Nguyễn Văn Phong                                                                        |                                                                                             | |
| 15  | XVII            | Bùi Thị Minh Hoài | 07/2024-nay     | Ủy viên Bộ Chính trị Bí thư Thành ủy Hà Nội                               | Nguyễn Thị Tuyến Ủy viên Trung ương Đảng Phó Bí thư Thường trực Thành ủy                |                                                                                             | |
| 15  | XVII            | Bùi Thị Minh Hoài | 07/2024-nay     | Ủy viên Bộ Chính trị Bí thư Thành ủy Hà Nội                               | Nguyễn Ngọc Tuấn Chủ tịch Hội đồng nhân dân Thành phố                                   |                                                                                             | |

## Tỉnh Hà Tây (trước năm 1965)
Tỉnh ủy Hà Tây là sự kết hợp của 2 Đảng bộ tỉnh Hà Đông và tỉnh Sơn Tây. Đảng bộ tỉnh Hà Đông thành lập tháng 11/1938, tỉnh Sơn Tây tháng 10/1940. Sau đó tới năm 1965, 2 tỉnh sáp nhập thành tỉnh Hà Tây (1965-1975), sau đó là Hà Sơn Bình (1976 - 1991) và trở lại Hà Tây (1991 - 2008). Kể từ năm 2008 tỉnh Hà Tây chính thức sáp nhập vào Hà Nội.

### Bí thư Tỉnh ủy Hà Đông

#### Giai đoạn từ 1938-1947
Danh sách Bí thư tỉnh ủy Hà Đông trong giai đoạn:
- Dương Nhật Đại: 11/1938 - 4/1940
- Nguyễn Hữu Hiệt: 4/1940 - 10/1941
- Dương Nhật Đại: 10/1940 - 2/1941
- Phan Trọng Tuệ: 2/1941 - 9/1941
- Nguyễn Thị Câu: 9/1941 - 10/1941
- Lê Thị Ban: 10/1941 - 1/1942
- Nguyễn Chương: 1/9142 - 6/1942
- Bạch Thành Phong: 6/1942 - 8/1942
- Nguyễn Thọ Chân: 8/1942 - 12/1942
- Trần Thị Minh Châu: 12/1942 - 4/1943
- Văn Tiến Dũng: 4/1943 - 8/1943
- Trần Tư Bình: 8/1943 - 11/1943
- Nguyễn Văn Lộc: 1944 - 3/1945
- Nguyễn Văn Ái (tức Kính): 3/1945 - 10/1945
- Bùi Quang Tạo: 10/1945 - 12/1945
- Đỗ Mười: 1/1946 - giữa 1946
- Vũ Oanh: Giữa 1946 - cuối 1946
- Nguyễn Vịnh (Nguyễn Chí Thanh): Cuối 1946 - giữa 1947

#### Giai đoạn từ 1947-1965
| Khóa I (7/1947-7/1949)                     | Khóa I (7/1947-7/1949) | Khóa I (7/1947-7/1949) | Khóa I (7/1947-7/1949)                                     | Khóa I (7/1947-7/1949)                                     | Khóa I (7/1947-7/1949) |
| STT                                        | Bí thư                 | Nhiệm kỳ               | Chức vụ                                                    | Phó Bí thư                                                 | Ghi chú                |
| ------------------------------------------ | ---------------------- | ---------------------- | ---------------------------------------------------------- | ---------------------------------------------------------- | ---------------------- |
| 1                                          | Võ Hồng Cương          | 7/1947-5/1948          | Bí thư Tỉnh ủy Hà Đông                                     | Lê Trung Hà                                                |                        |
| 2                                          | Lê Tự                  | 10/1948-3/1949         | Bí thư Tỉnh ủy Hà Đông                                     | Lê Trung Hà                                                |                        |
| 3                                          | Vũ Song                | 3/1949-7/1949          | Bí thư Tỉnh ủy Hà Đông                                     | Lê Trung Hà                                                |                        |
| Khóa II (7/1949-2/1961)                    |                        |                        |                                                            |                                                            |                        |
| 1                                          | Vũ Song                | 7/1949-5/1951          | Bí thư Tỉnh ủy Hà Đông                                     | Lê Trung Hà                                                |                        |
| Hội nghị cán bộ tỉnh Hà Đông (5/1951)      |                        |                        |                                                            |                                                            |                        |
| 1                                          | Vũ Song                | 5/1951-1/1959          | Bí thư Tỉnh ủy Chủ tịch Ủy ban Kháng chiến Hành chính tỉnh | Tô Thiện                                                   |                        |
| Hội nghị Đại biểu Đảng bộ Hà Đông (1/1959) |                        |                        |                                                            |                                                            |                        |
| 1                                          | Vũ Quý                 | 1/1959-2/1961          | Bí thư Tỉnh ủy                                             | Trịnh Huy Đoan Phó Bí thư Thường trực                      |                        |
| 1                                          | Vũ Quý                 | 1/1959-2/1961          | Bí thư Tỉnh ủy                                             | Đinh Trọng Cung Phó Bí thư Chủ tịch Ủy ban Hành chính tỉnh |                        |
| Khóa III (2/1961-6/1963)                   |                        |                        |                                                            |                                                            |                        |
| 1                                          | Nguyễn Xuân Trường     | 2/1961-6/1963          | Bí thư Tỉnh ủy                                             | Trịnh Huy Đoan Phó Bí thư Thường trực                      |                        |
| 1                                          | Nguyễn Xuân Trường     | 2/1961-6/1963          | Bí thư Tỉnh ủy                                             | Đinh Trọng Cung Phó Bí thư Chủ tịch Ủy ban Hành chính tỉnh |                        |
| Khóa IV (6/1963-1965)                      |                        |                        |                                                            |                                                            |                        |
| 1                                          | Nguyễn Xuân Trường     | 6/1963-1965            | Bí thư Tỉnh ủy                                             | Trịnh Huy Đoan Phó Bí thư Thường trực                      |                        |
| 1                                          | Nguyễn Xuân Trường     | 6/1963-1965            | Bí thư Tỉnh ủy                                             | Nguyễn Hữu Thụ Phó Bí thư Chủ tịch Ủy ban Hành chính tỉnh  |                        |

### Bí thư Tỉnh ủy Sơn Tây

#### Giai đoạn từ 1940-1948
Danh sách Bí thư Tỉnh ủy Sơn Tây giai đoạn:
- Phan Trọng Tuệ: Tháng 10/1940 - đầu 1941.
- Đào Như Hương (Trần Văn Hiển): đầu 1941 - đầu 1942
- Phan Trọng Quang: Đầu 1942 - tháng 4/1942
- Lê Quang Hòa: Tháng 3/1945 - 10/1945
- Bùi Quang Tạo: Tháng 10/1945 - giữa 1946
- Hoàng Bá Sơn: Giữa 1946 - cuối 1947
- Lê Thành Công: Cuối 1947 - giữa 1948.

#### Giai đoạn từ 1948-1965
| STT                                             | Bí thư                 | Nhiệm kỳ               | Chức vụ                | Phó Bí thư                                              | Ghi chú                |
| Khóa I (7/1948-4/1951)                          | Khóa I (7/1948-4/1951) | Khóa I (7/1948-4/1951) | Khóa I (7/1948-4/1951) | Khóa I (7/1948-4/1951)                                  | Khóa I (7/1948-4/1951) |
| ----------------------------------------------- | ---------------------- | ---------------------- | ---------------------- | ------------------------------------------------------- | ---------------------- |
| 1                                               | Nguyễn Thế Tùng        | 7/1948-cuối 1948       | Bí thư Tỉnh ủy         | Ngô Duy Cảo Chủ tịch Ủy ban Hành chính tỉnh             |                        |
| 2                                               | Phan Điền              | cuối 1948-8/1949       | Bí thư Tỉnh ủy         | Ngô Duy Cảo Chủ tịch Ủy ban Hành chính tỉnh             |                        |
| 3                                               | Nguyễn Văn Kim         | 8/1949-8/1950          | Bí thư Tỉnh ủy         | Ngô Duy Cảo Chủ tịch Ủy ban Hành chính tỉnh             |                        |
| 4                                               | Võ Thanh Hoà           | 8/1950-4/1951          | Bí thư Tỉnh ủy         | Ngô Duy Cảo Chủ tịch Ủy ban Hành chính tỉnh             |                        |
| Khóa II (4/1951-2/1961)                         |                        |                        |                        |                                                         |                        |
| 1                                               | Võ Thanh Hoà           | 4/1951-2/1959          | Bí thư Tỉnh ủy         | Nguyễn Văn Kim                                          |                        |
| Hội nghị Đại biểu Đảng bộ tỉnh Sơn Tây (2/1959) |                        |                        |                        |                                                         |                        |
| 1                                               | Nguyễn Xuân Trường     | 2/1959-2/1961          | Bí thư Tỉnh ủy         | Đặng Văn Lân Phó Bí thư Thường trực                     |                        |
| Khóa III (2/1961-7/1963)                        |                        |                        |                        |                                                         |                        |
| 1                                               | Bạch Thành Phong       | 2/1961-7/1963          | Bí thư Tỉnh ủy         | Vũ Trọng Xương Phó Bí thư Thường trực                   |                        |
| 1                                               | Bạch Thành Phong       | 2/1961-7/1963          | Bí thư Tỉnh ủy         | Đặng Văn Lân Phó Bí thư Chủ tịch Ủy ban Hành chính tỉnh |                        |
| Khóa IV (7/1963-1965)                           |                        |                        |                        |                                                         |                        |
| 1                                               | Bạch Thành Phong       | 7/1963-1965            | Bí thư Tỉnh ủy         | Vũ Trọng Xương Phó Bí thư Thường trực                   |                        |
| 1                                               | Bạch Thành Phong       | 7/1963-1965            | Bí thư Tỉnh ủy         | Đặng Văn Lân Phó Bí thư Chủ tịch Ủy ban Hành chính tỉnh |                        |

## Tỉnh Hà Tây (1965-1975)
| STT                     | Bí thư                  | Nhiệm kỳ                | Chức vụ                 | Phó Bí thư                                                | Ghi chú                 |
| Khóa V (3/1969-12/1974) | Khóa V (3/1969-12/1974) | Khóa V (3/1969-12/1974) | Khóa V (3/1969-12/1974) | Khóa V (3/1969-12/1974)                                   | Khóa V (3/1969-12/1974) |
| ----------------------- | ----------------------- | ----------------------- | ----------------------- | --------------------------------------------------------- | ----------------------- |
| 1                       | Nguyễn Xuân Trường      | 3/1969-12/1974          | Bí thư Tỉnh ủy          | Nguyễn Kỳ Nam Phó Bí thư Thường trực                      |                         |
| 1                       | Nguyễn Xuân Trường      | 3/1969-12/1974          | Bí thư Tỉnh ủy          | Nguyễn Hữu Thụ Phó Bí thư Chủ tịch Ủy ban Hành chính tỉnh |                         |
| Khóa VI (12/1974-1975)  |                         |                         |                         |                                                           |                         |
| 1                       | Nguyễn Xuân Trường      | 12/1974-1975            | Bí thư Tỉnh ủy          | Trần Hữu Trọng Phó Bí thư Thường trực                     |                         |
| 1                       | Nguyễn Xuân Trường      | 12/1974-1975            | Bí thư Tỉnh ủy          | Nguyễn Hữu Thụ Phó Bí thư Chủ tịch Ủy ban Hành chính tỉnh |                         |

## Tỉnh Hà Sơn Bình (1976-1991)
| STT                        | Bí thư                    | Nhiệm kỳ                  | Chức vụ                                          | Phó Bí thư                                                | Ghi chú                                                            |
| Khóa VII (4/1977-10/1979)  | Khóa VII (4/1977-10/1979) | Khóa VII (4/1977-10/1979) | Khóa VII (4/1977-10/1979)                        | Khóa VII (4/1977-10/1979)                                 | Khóa VII (4/1977-10/1979)                                          |
| -------------------------- | ------------------------- | ------------------------- | ------------------------------------------------ | --------------------------------------------------------- | ------------------------------------------------------------------ |
| 1                          | Nguyễn Hữu Thụ            | 4/1977-10/1979            | Ủy viên Trung ương Đảng dự khuyết Bí thư Tỉnh ủy | Nguyễn Minh Đức Phó Bí thư Thường trực                    |                                                                    |
| 1                          | Nguyễn Hữu Thụ            | 4/1977-10/1979            | Ủy viên Trung ương Đảng dự khuyết Bí thư Tỉnh ủy | Nguyễn Văn Hậu Phó Bí thư Chủ tịch Ủy ban nhân dân tỉnh   |                                                                    |
| Khóa VIII (10/1979-1/1983) |                           |                           |                                                  |                                                           |                                                                    |
| 1                          | Nguyễn Hữu Thụ            | 10/1979-1/1983            | Ủy viên Trung ương Đảng dự khuyết Bí thư Tỉnh ủy | Nguyễn Minh Đức Phó Bí thư Thường trực                    | Ủy viên Trung ương Đảng từ 1982                                    |
| 1                          | Nguyễn Hữu Thụ            | 10/1979-1/1983            | Ủy viên Trung ương Đảng dự khuyết Bí thư Tỉnh ủy | Nguyễn Trọng Thơ Phó Bí thư Chủ tịch Ủy ban nhân dân tỉnh |                                                                    |
| Khóa IX (1/1983-10/1986)   |                           |                           |                                                  |                                                           |                                                                    |
| 1                          | Nguyễn Đình Sở            | 1/1983-10/1986            | Bí thư Tỉnh ủy                                   | Lý Bá Lung Phó Bí thư Thường trực                         |                                                                    |
| 1                          | Nguyễn Đình Sở            | 1/1983-10/1986            | Bí thư Tỉnh ủy                                   | Nguyễn Trọng Thơ Phó Bí thư Chủ tịch Ủy ban nhân dân tỉnh |                                                                    |
| Khóa X (10/1986-1991)      |                           |                           |                                                  |                                                           |                                                                    |
| 1                          | Nguyễn Đình Sở            | 10/1986-12/1991           | Ủy viên Trung ương Đảng Bí thư Tỉnh ủy           | Trịnh Tiến Hoà Phó Bí thư Thường trực                     |                                                                    |
| 1                          | Nguyễn Đình Sở            | 10/1986-12/1991           | Ủy viên Trung ương Đảng Bí thư Tỉnh ủy           | Nguyễn Nhiêu Cốc Phó Bí thư Chủ tịch Ủy ban nhân dân tỉnh | Năm 1991 ông Nguyễn Nhiêu Cốc giữ chức Chủ tịch UBND tỉnh Hòa Bình |

## Tỉnh Hà Tây (1991-2008)
| STT                         | Bí thư                  | Nhiệm kỳ                | Chức vụ                                | Phó Bí thư                                                                    | Ghi chú                                                                                       |
| Khóa XI (3/1992-4/1996)     | Khóa XI (3/1992-4/1996) | Khóa XI (3/1992-4/1996) | Khóa XI (3/1992-4/1996)                | Khóa XI (3/1992-4/1996)                                                       | Khóa XI (3/1992-4/1996)                                                                       |
| --------------------------- | ----------------------- | ----------------------- | -------------------------------------- | ----------------------------------------------------------------------------- | --------------------------------------------------------------------------------------------- |
| 1                           | Nguyễn Đình Sở          | 3/1992-4/1996           | Ủy viên Trung ương Đảng Bí thư Tỉnh ủy | Nguyễn Văn Tâm Phó Bí thư Thường trực                                         |                                                                                               |
| 1                           | Nguyễn Đình Sở          | 3/1992-4/1996           | Ủy viên Trung ương Đảng Bí thư Tỉnh ủy | Vương Văn Biện Phó Bí thư Chủ tịch Ủy ban nhân dân tỉnh                       |                                                                                               |
| Khóa XII (4/1996-12/2000)   |                         |                         |                                        |                                                                               |                                                                                               |
| 1                           | Nguyễn Văn Tâm          | 4/1996-12/2000          | Ủy viên Trung ương Đảng Bí thư Tỉnh ủy | Vương Văn Biện Phó Bí thư Thường trực                                         |                                                                                               |
| 1                           | Nguyễn Văn Tâm          | 4/1996-12/2000          | Ủy viên Trung ương Đảng Bí thư Tỉnh ủy | Khuất Hữu Sơn Phó Bí thư Chủ tịch Ủy ban nhân dân tỉnh                        |                                                                                               |
| Khóa XIII (12/2000-12/2005) |                         |                         |                                        |                                                                               |                                                                                               |
| 1                           | Khuất Hữu Sơn           | 12/2000-12/2005         | Ủy viên Trung ương Đảng Bí thư Tỉnh ủy | Trần Đức Long Phó Bí thư Thường trực                                          |                                                                                               |
| 1                           | Khuất Hữu Sơn           | 12/2000-12/2005         | Ủy viên Trung ương Đảng Bí thư Tỉnh ủy | Đỗ Văn Toan Phó Bí thư Chủ tịch Ủy ban nhân dân tỉnh                          |                                                                                               |
| Khóa XIV (12/2005-2008)     |                         |                         |                                        |                                                                               |                                                                                               |
| 1                           | Hà Văn Hiền             | 12/2005-2007            | Ủy viên Trung ương Đảng Bí thư Tỉnh ủy | Bùi Duy Nhâm Phó Bí thư Thường trực Chủ tịch Hội đồng nhân dân tỉnh           | năm 2007 Hà Văn Hiền được bầu vào Ủy ban Thường vụ giữ chức Chủ nhiệm Ủy ban Kinh tế Quốc hội |
| 1                           | Hà Văn Hiền             | 12/2005-2007            | Ủy viên Trung ương Đảng Bí thư Tỉnh ủy | Vũ Huy Hoàng Ủy viên Trung ương Đảng Phó Bí thư Chủ tịch Ủy ban nhân dân tỉnh | Từ tháng 3/2006 Bí thư Tỉnh ủy Lạng Sơn Bộ trưởng Bộ Công Thương (2007 - 2016)                |
| 2                           | Bùi Duy Nhâm            | 2007-2008               | Bí thư Tỉnh ủy                         | Tưởng Phi Chiến Phó Bí thư Thường trực                                        |                                                                                               |
| 2                           | Bùi Duy Nhâm            | 2007-2008               | Bí thư Tỉnh ủy                         | Nguyễn Xuân Cường Phó Bí thư Chủ tịch Ủy ban nhân dân tỉnh                    | Bộ trưởng Bộ Nông nghiệp và Phát triển nông thôn (2016 - 2021)                                |